# Euphorbia biaculeata
Euphorbia biaculeata es una especie fanerógama perteneciente a la familia Euphorbiaceae.

## Distribución y hábitat
Es endémica de Madagascar en la Provincia de Toliara. Su hábitat natural son matorrales secos tropicales y subtropicales. Está tratada en peligro de extinción por pérdida de hábitat.

## Taxonomía
Euphorbia biaculeata fue descrita por Rauh & S.Hofstatter y publicado en Euphorb. Iles Austr. Afr. 75, 107. 1921.
Etimología
Euphorbia: nombre genérico que deriva del médico griego del rey Juba II de Mauritania (52 a 50 a. C. - 23), Euphorbus, en su honor – o en alusión a su gran vientre – ya que usaba médicamente Euphorbia resinifera. En 1753 Carlos Linneo asignó el nombre a todo el género.
biaculeata: epíteto latino que significa "con doble espina".